# Sone de Nansay

Sone de Nansay est un roman d'aventures en vers, écrit entre 1270 et 1280 par un poète wallon anonyme.  Il aurait été rédigé à l'instigation d'Adélaïde de Bourgogne.

## Fond
Le roman contient nombre d'allusions à des situations réelles et des personnages connus liés la cour du duché de Brabant. L'ouvrage servira à ce titre à l'éducation de Jean Ier, second fils d'Adélaïde.

## Forme
Le manuscrit compte 21.324 vers, mais environ 2.400 vers ont été perdus lors de l'incendie de la bibliothèque en 1904.
Il est composé d'octosyllabes à rimes plates, à l'exception des 162 décasyllabes constituant le lai d'Odée.

## Manuscrit
Le texte ne nous est connu que par un seul manuscrit, conservé à la Bibliothèque nationale de Turin, à laquelle Victor-Amédée II de Savoie l'avait offert en 1720.

## Éditions
- Sone de Nansay, traduit en français moderne par Claude Lachet, H. Champion, coll. « Traductions des classiques du Moyen âge », 2012  (ISBN 978-2-7453-2429-0)
- Sone von Nausay, édition de Moritz Goldschmidt, Tübingen, Litterarischer Verein in Stuttgart (Bibliothek des Litterarischen Vereins in Stuttgart, 216), 1899.